# Luipaardgekko
De luipaardgekko of pantergekko (Eublepharis macularius) is een hagedis die behoort tot de gekko's en de familie Eublepharidae.
De gekko leeft in delen van Azië en komt met name voor in bergstreken in Afghanistan, India en Pakistan. De gekko is in staat de hete en droge zomers en de koude winters te overleven door zich bij ongeschikte temperaturen schuil te houden in holen in de bodem. De luipaardgekko is een typische bodembewoner die weinig klimt, in tegenstelling tot de meeste andere gekko's.
De luipaardgekko leeft van kleine dieren zoals insecten, maar ook andere dieren zoals schorpioenen en andere hagedissen worden gegeten. Belangrijke vijanden van de hagedis zijn slangen en vogels.
De luipaardgekko dankt zijn naam aan de gele basiskleur aan de bovenzijde met donkere, ronde tot ovale vlekken die sterk doen denken aan het vlekkenpatroon van een luipaard of panter. De kop is relatief breed en de staart is opvallend bol. Het is van alle reptielen een van de populairste huisdieren. De gekko stelt geen speciale eisen aan zijn omgeving en is gemakkelijk te huisvesten. De hagedis is timide en laat zich gemakkelijk hanteren. De luipaardgekko wordt ook in laboratoria gehouden als onderzoeksobject.

## Naamgeving en indeling
De wetenschappelijke naam van de soort werd voor het eerst voorgesteld door Edward Blyth in 1854. Oorspronkelijk werd de naam Cyrtodactylus macularius gebruikt. Later werd de soort beschreven als Cyrtodactylus madarensis en Eublepharis gracilis, maar al deze namen worden beschouwd als verouderd en worden niet meer gebruikt.
De Nederlandstalige naam luipaardgekko is te danken aan de lichaamstekening van de hagedis die een lichtbruine basiskleur heeft met zeer donkere vlekken. Dit vlekkenpatroon doet denken aan een luipaardtekening. De soort wordt hierdoor ook wel pantergekko genoemd, wat een andere naam is voor het luipaard. Ook in andere talen verwijst de naam vaak naar de lichaamstekening. Voorbeelden zijn het Engelse leopard gecko, het Duitse leopardgecko en het Spaanse gecko leopardo. De wetenschappelijke soortaanduiding macularius betekent vrij vertaald 'vlekkendragend'.

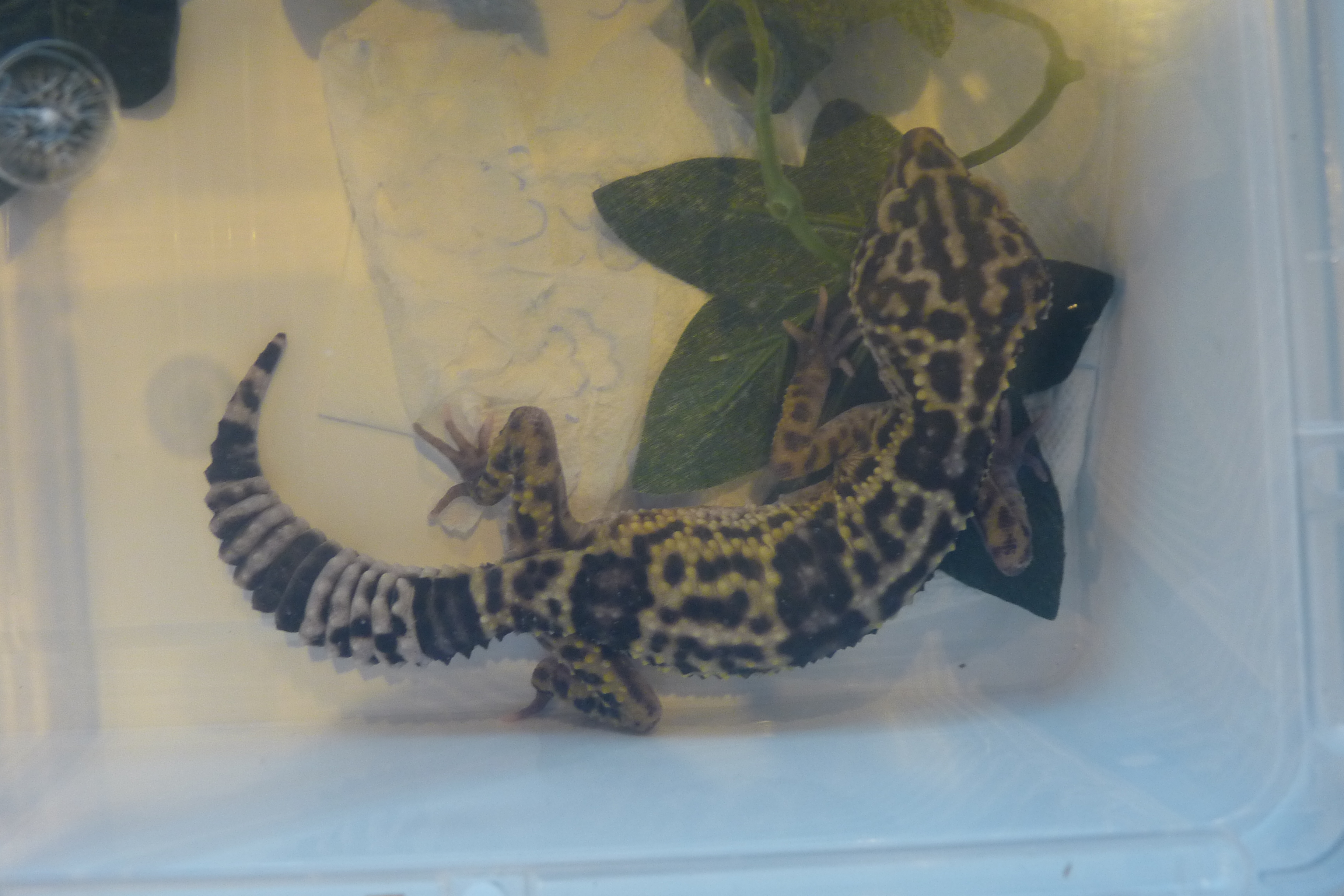
Eublepharis angramainyu is nauw verwant aan de luipaardgekko en is soms moeilijk te onderscheiden

De luipaardgekko behoort tot de infraorde gekko's (Geckota) en de familie Eublepharidae. Vroeger werden de gekko's niet als een infraorde, maar als een familie gezien en de familie Eublepharidae had binnen deze groep de rang van onderfamilie (Eublepharinae). In veel literatuur wordt deze indeling echter nog gebruikt.
De luipaardgekko is een van de vijf vertegenwoordigers van het geslacht Eublepharis. Deze gekko's lijken wat betreft lichaamsvorm op elkaar, maar zijn vaak gemakkelijk te onderscheiden aan de kleur. Eublepharis turcmenicus en Eublepharis angramainyu hebben in de regel een veel duidelijke donkere bandering in vergelijking met de luipaardgekko, maar kunnen er ook sterk op lijken en dus moeilijk te onderscheiden zijn. De gelijkende soorten Eublepharis fuscus en Eublepharis hardwickii zijn altijd duidelijk gebandeerd.

### Ondersoorten
De soort wordt verdeeld in vijf ondersoorten die onderstaand zijn weergegeven, met de auteur en het verspreidingsgebied. Vroeger werd ook de soort Eublepharis fuscus als een ondersoort gezien (Eublepharis macularius fuscus). Deze gekko wordt tegenwoordig als een aparte soort erkend. Door sommige biologen worden maar twee ondersoorten onderscheiden; Eublepharis macularius macularius en Eublepharis macularius afghanicus. In deze indeling worden de ondersoorten die door Achim-Rüdiger Börner zijn beschreven niet als zodanig erkend. In de onderstaande lijst zijn alle geldige ondersoorten weergegeven.
| Naam                               | Auteur        | Verspreidingsgebied                  |
| ---------------------------------- | ------------- | ------------------------------------ |
| Eublepharis macularius afghanicus  | Börner, 1976  | Afghanistan                          |
| Eublepharis macularius fasciolatus | Günther, 1864 | ?                                    |
| Eublepharis macularius macularius  | Blyth, 1854   | De rest van het verspreidingsgebied. |
| Eublepharis macularius montanus    | Börner, 1976  | Pakistan                             |
| Eublepharis macularius smithi      | Börner, 1981  | ?                                    |

## Verspreiding en habitat

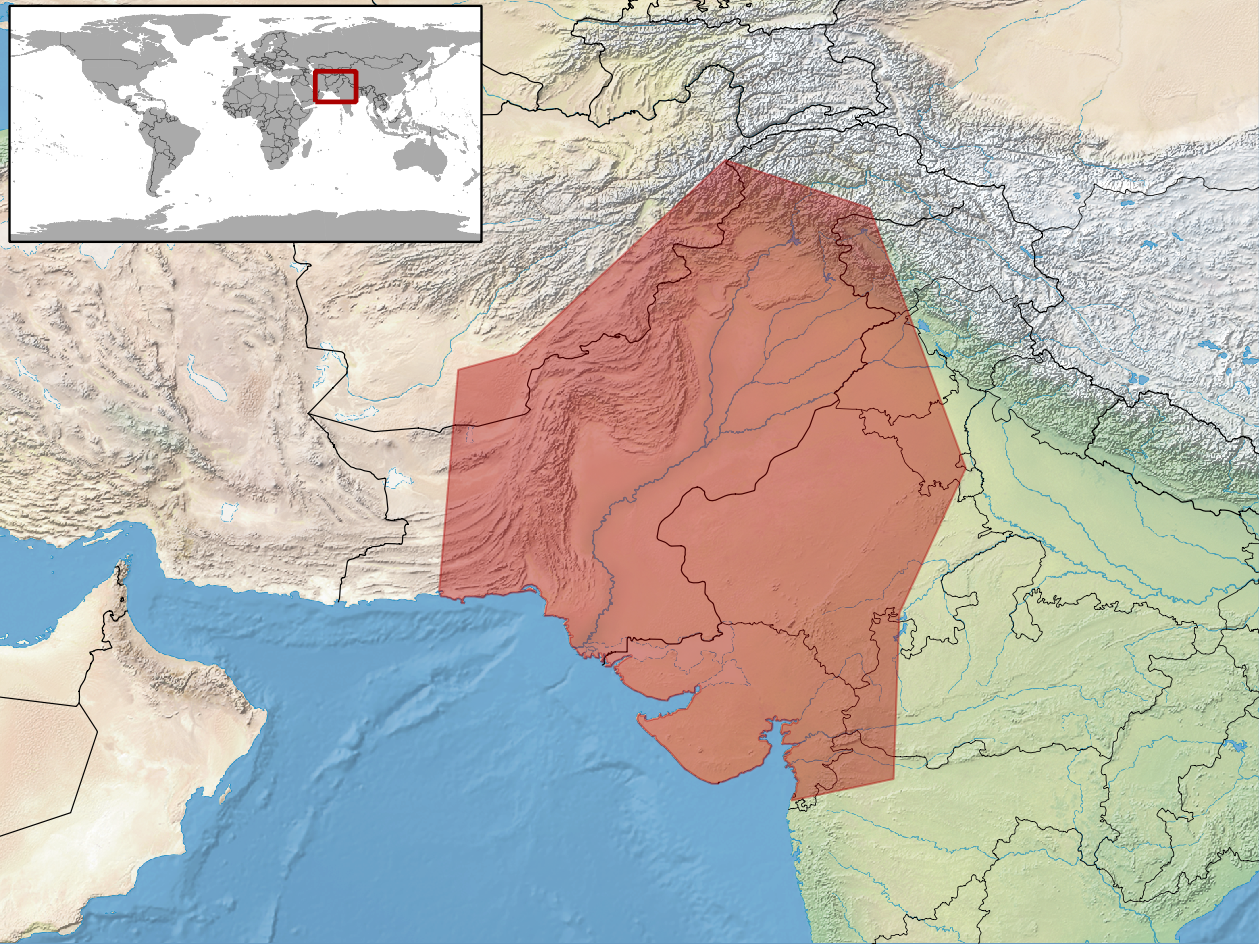
Verspreidingsgebied in Azië in het rood

De luipaardgekko komt voor in delen van zuidwestelijk Azië en leeft in de landen Afghanistan, Pakistan, India, Nepal en Iran. In Afghanistan komt de luipaardgekko alleen in het oostelijke deel van het land voor. In India is de gekko te vinden in noordwesten in de staten Rajasthan, Punjab en Jammu. In Pakistan is de gekko in een groot deel van het land te vinden.
De habitat bestaat uit droge tropische en subtropische graslanden en droge tropische en subtropische scrublands, rotsige omgevingen en hete woestijnen. Ook in door de mens aangepaste streken zoals akkers en landelijke tuinen kan de hagedis worden gevonden. De soort is aangetroffen tot op een hoogte van maximaal 2500 meter boven zeeniveau. De habitat bestaat uit gebieden met slechts weinig begroeiing en een groot verschil in de dag- en nachttemperatuur. De gekko klimt zelden en leeft vaak tussen de planten die bij de rotsen groeien, of in holen onder de grond.
De luipaardgekko komt binnen zijn natuurlijke verspreidingsgebied algemeen voor. De soort is niet opgenomen in de database van de IUCN. Ondanks het feit dat de gekko populair is in de dierenhandel en op grote schaal is gevangen in het wild, heeft dit geen grote invloed op de natuurlijke populaties. De luipaardgekko wordt door de lokale bevolking niet als een bedreiging gezien en wordt met rust gelaten.
Door de internationale natuurbeschermingsorganisatie IUCN is de beschermingsstatus 'veilig' toegewezen (Least Concern of LC).

## Uiterlijke kenmerken

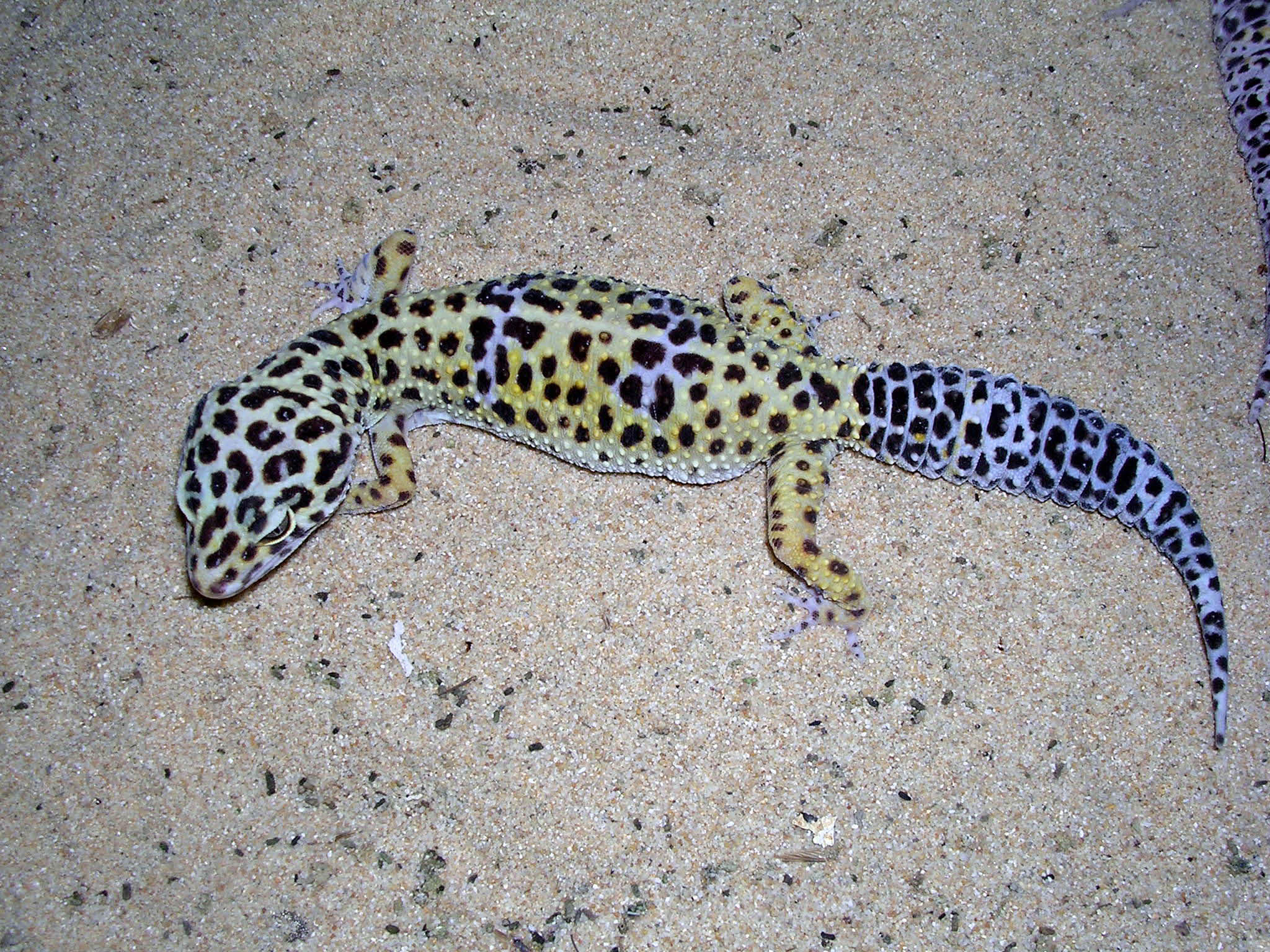
Volwassen luipaardgekko in een terrarium

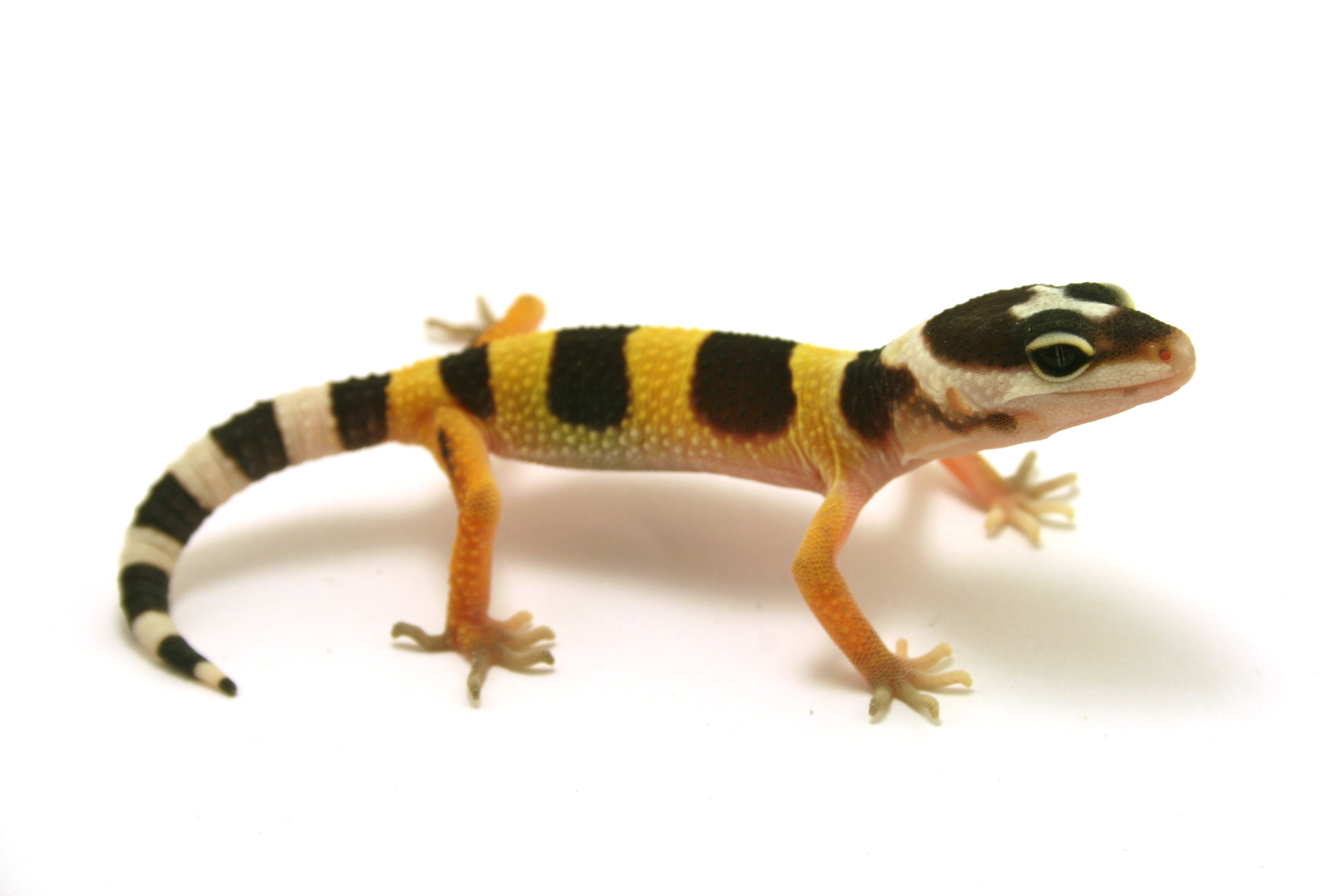
De juvenielen hebben een geheel andere lichaamskleur

De luipaardgekko bereikt een totale lichaamslengte van ongeveer 20 tot 25 centimeter, dus inclusief de staart. Het lichaam is ongeveer twee keer zo lang als de staart bij volwassen exemplaren. De lichaamskleur is geel tot bruin met donkerbruine vlekken.
De gekko heeft een plomp uiterlijk door de vrij brede kop, het platte lichaam en de relatief korte, worstvormige staart. De langzame manier van voortbewegen waarbij de poten stijf worden gehouden versterkt het slome nog eens.

### Kop
De luipaardgekko heeft een brede en dikke kop die duidelijk te onderscheiden is van de rest van het lichaam. De bek is vrij breed en is voorzien van lichter gekleurde schubbenrijen die de libschubben of labiaalschubben worden genoemd. De kop heeft aan weerszijden grote ogen. Zoals alle soorten die behoren tot de familie Eublepharidae heeft de luipaardgekko beweegbare oogleden. Bij de meeste gekko's zijn de bovenste oogleden versmolten met de onderste en vormen een soort permanente bril over het oogoppervlak. De beweeglijke oogleden van soorten als de luipaardgekko worden gezien als een primitief kenmerk binnen de groep van de gekko's. De ogen zijn grijsgroen van kleur en hebben een spleetachtige, verticale pupil. Als de gekko 's nachts jaagt zijn de pupillen breder tot bijna rond van vorm. Mannetjes hebben een bredere kop dan de vrouwtjes. De huid boven de ogen en tussen de ogen aan de bovenzijde van de kop is altijd donkerder gekleurd, zelfs bij albino exemplaren die verder geheel witroze zijn.

### Huid en lichaamskleur
De volwassen gekko heeft een overwegend bruingele lichaamskleur, met grijze tot bruine grote vlekken op de bovenzijde van het lichaam en op de staart. De buikzijde is lichter tot wit van kleur. De gehele bovenzijde van de gekko is voorzien van ronde tot ovale of iets langwerpige, zwarte vlekken. Op de gele achtergrond doen de vlekken sterk denken aan een luipaardtekening. De huid is net als andere gekko's erg dun en de schubben zijn klein. Op de huid zijn aan de bovenzijde van de nek, romp en staart kleine ronde knobbels aanwezig die de huid een wrattig uiterlijk geven. De knobbels hebben niet altijd dezelfde kleur als de ondergrond van de huid waarop ze gepositioneerd zijn; in donkere vlekken komen soms licht gekleurde knobbels voor en vice versa.
De juveniele dieren hebben een totaal andere lichaamskleur. De jongen hebben een voornamelijk gele lichaamskleur aan de bovenzijde met donkergrijze tot zwarte banden op de rug. De staart is sterk wit met zwart gebandeerd en de verschillende kleurvlakken zijn relatief breed. Naarmate de jongen ouder worden verkrijgen ze de volwassen kleuren en patronen.
De huid van hagedissen groeit niet mee met het lichaam en de luipaardgekko moet daarom regelmatig vervellen. De vervellingshuid wordt vaak opgegeten, zodat de huid wordt gerecycled. Daarnaast wordt voorkomen dat vijanden de afgeworpen huid vinden en zo op het spoor van de gekko kunnen komen.

### Poten

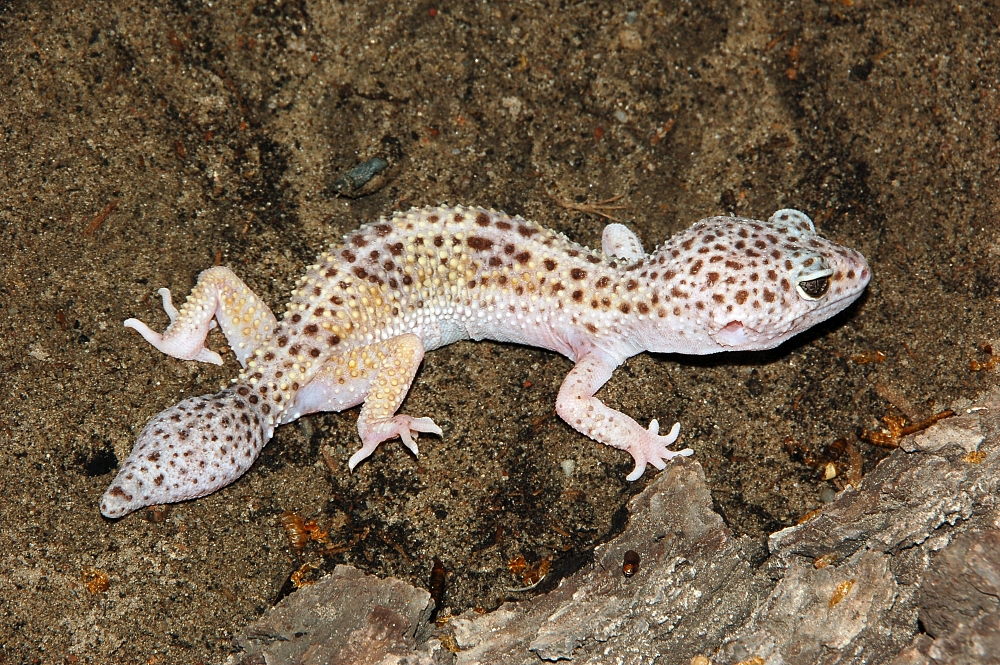
Dit exemplaar heeft zijn staart verloren, deze groeit uiteindelijk weer geheel aan

De poten zijn vrij lang en dun en weinig gespierd, de hagedis is bepaald geen snelle renner. De luipaardgekko heeft in tegenstelling tot de meeste andere gekko's geen hechtlamellen. Omdat hechtlamellen ontbreken, kan deze soort niet goed klimmen of snel tegen muren of bomen oplopen zoals van andere gekko's bekend is. De zware lichaamsbouw en de dikke staart van de luipaardgekko zijn ook ongeschikt voor een klimmende levenswijze. De luipaardgekko heeft tenen met nagels die meer geschikt zijn bij het lopen op een harde ondergrond. De luipaardgekko leeft op rotsen in streken met een zanderige ondergrond, maar vermijdt uitgestrekte zandvlaktes zoals zandwoestijnen.
Tijdens het lopen houdt de luipaardgekko zijn poten recht onder het lichaam en niet zijwaarts van het lichaam zoals vrijwel alle andere hagedissen. Hierdoor ziet de voortbeweging er wat stijfjes uit. Tijdens het lopen wordt de buik van de gekko niet over de grond gesleept, maar wordt boven de bodem verheven.

### Staart
De staart is rond van vorm en is bij gezonde dieren erg bol door het opgeslagen vet. De luipaardgekko zet zijn voedsel deels om in vet dat wordt opgeslagen in de staart. Een dergelijke volle staart is zo dik dat er rond de dwarsrijen staartschubben ringen ontstaan zodat de staart gesegmenteerd lijkt.
Een luipaardgekko weegt normaal gesproken ongeveer 60 gram, maar hij kan hierdoor een gewicht bereiken tot ongeveer 100 gram. Het opgeslagen vet in de staart dient als reservevoedsel in tijden van schaarste. Als de gekko lange tijd zonder voedsel komt te zitten neemt de staart aanzienlijk in volume af.
De staart van de gekko kan worden afgestoten bij bedreiging, zie ook onder voedsel en vijanden. Als de gekko zijn staart verliest, groeit deze weer aan. De structuur van de huid van de nieuwe staart wijkt duidelijk af; zo ontbreken de typische knobbels die op de rest van het lichaam verspreid zijn en ook op een originele staart te zien zijn. Ook de kleur is anders; de geregenereerde staart is vaak minder sterk gepigmenteerd dan de oorspronkelijke staart.

## Levenswijze

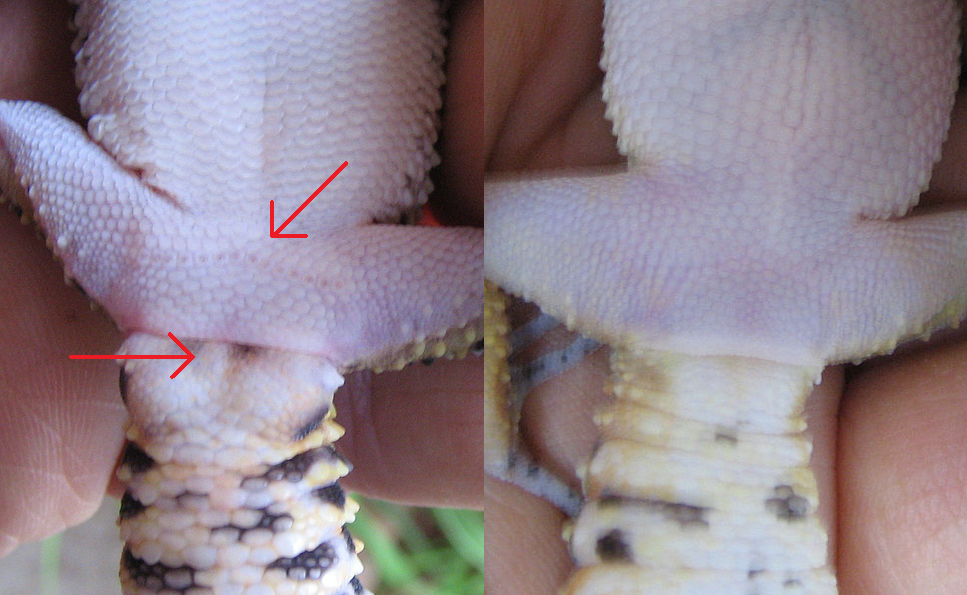
Mannetjes (links) zijn van vrouwtjes te onderscheiden door de preanale poriën (bovenste pijl) en de verdikkingen aan weerszijden van de cloaca (onderste pijl)

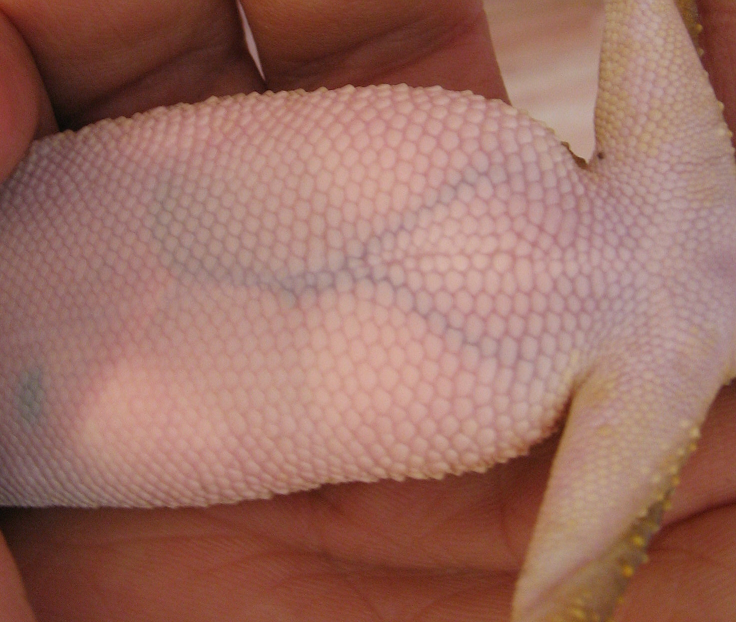
Bij dit zwangere vrouwtje zijn de eieren door de buik te zien

De luipaardgekko is in de zomer 's nachts actief om de hitte van de zon te vermijden. Pas na de schemering wordt de schuilplaats verlaten om te zoeken naar voedsel. De gekko is niet schuw en kan ook op straat in steden foeragerend worden aangetroffen. De hagedis staat hierbij hoog op zijn poten wat een opmerkelijk gezicht is.
In de winter is het te koud om naar voedsel te zoeken en houdt de gekko zich gedurende langere tijd op in ondergrondse holen.

### Voortplanting en ontwikkeling
Het mannetje is moeilijk van het vrouwtje te onderscheiden, het verschil tussen de geslachten is vooral aan de onderzijde zichtbaar rond de cloaca. Zowel mannetjes als vrouwtjes hebben hier rijen poriën die bij de mannetjes duidelijk zichtbaar zijn als kleine bultjes. Bij de vrouwtjes zijn de poriën wel aanwezig, maar nauwelijks te zien. Aan de achterzijde van iedere dij is een rij poriën aanwezig, de zogenaamde femorale poriën. Deze dienen om geurstoffen af te geven aan de ondergrond en zijn bij het mannetje sterk ontwikkeld. Aan de buikzijde van het lichaam is een rij poriën aanwezig voor de cloaca, dit zijn de preanaalporiën. Bij een mannetje is ten slotte een bobbel aanwezig aan weerszijden achter de cloaca. Dit is de hemipenis van het mannetje, deze is gevorkt en heeft aan iedere zijde een uitstulping zodat het mannetje langs beide kanten contact kan maken met het vrouwtje.
De voortplantingstijd begint in de lente, de mannetjes en vrouwtjes zoeken elkaar dan op om te paren. De mannetjes en vrouwtjes likken aan elkaars huid om te bepalen of een soortgenoot van het andere geslacht is. De mannetjes hebben een territorium en dulden geen andere volwassen mannetjes, deze worden verjaagd. Vrouwtjes worden wel getolereerd, evenals de juvenielen. Mogelijk speelt het juveniele kleed hierbij een rol. Doordat de jongen een gebandeerde lichaamstekening hebben zijn ze duidelijk te onderscheiden en kan een mannetje zien dat ze geen concurrentie vormen.
De vrouwtjes kunnen meerdere legsels na elkaar produceren, een legsel bestaat vrijwel altijd uit twee eieren. Tussen de verschillende legsels zit een tijdsbestek van enkele weken. In totaal worden per jaar zo'n vijf tot tien legsels geproduceerd. De worden afgezet in zanderige bodems. Het vrouwtje graaft eerst een nest, zet vervolgens de eieren af en begraaft deze ten slotte weer waarna het oppervlak wordt aangedrukt om het nest te verbergen. De eitjes hebben een zachte schaal, ze zijn wit van kleur en rond van vorm. Ze zijn ongeveer 28 millimeter lang en 15 mm breed.
Het embryo ontwikkelt zich in een tijdsbestek van ongeveer 1,5 tot 3 maanden, afhankelijk van de temperatuur. Hoe hoger de omgevingstemperatuur van het embryo is, hoe sneller het zich ontwikkelt. Het geslacht van het embryo wordt bepaald door de temperatuur, en niet door geslachtschromosomen. Dit wordt ook wel temperatuurafhankelijke geslachtsbepaling genoemd. Bij deze hagedis worden zowel bij hoge (32 tot 40 graden Celsius) als lage temperaturen (20 tot 23 graden) alleen vrouwtjes geboren, maar in een tussenliggende temperatuur van 25 tot 30 graden ontwikkelen zich mannetjes. Als de temperaturen gedurende de embryonale ontwikkeling overlappen komen zowel mannetjes als vrouwtjes uit het ei.
De juvenielen zijn relatief groot als ze uit het ei kruipen, ze hebben een lichaamslengte van ongeveer 8,5 centimeter. De jongen hebben een sterk afwijkende kleur. Ze eten relatief veel en groeien snel.
Zowel een mannetje als een vrouwtje doet er ongeveer 18 maanden over om geslachtsrijp te worden waarna het dier zich kan voortplanten. In gevangenschap duurt het 16 tot 24 maanden voor de gekko volwassen is. De levensverwachting van de gekko's in gevangenschap is maximaal 28,5 jaar. Geschat wordt dat de dieren in het wild rond de dertig jaar oud kunnen worden.

### Voedsel en vijanden
De luipaardgekko rust overdag en wordt actief als de schemering invalt, het is een typisch nachtdier. De luipaardgekko eet voornamelijk insecten zoals kevers, krekels en sprinkhanen. De luipaardgekko deinst er niet voor terug om ook rovende geleedpotigen buit te maken, die tot andere groepen behoren. Voorbeelden zijn spinnen en duizendpoten en daarnaast worden ook schorpioenen gegeten.
Ook kleine gewervelde dieren worden gegeten, waaronder andere hagedissen. Oudere dieren eten grotere prooien dan de jongen, ze eten ook relatief minder in vergelijking met de jonge dieren die nog moeten groeien.
De luipaardgekko kan als het moet zijn staart loslaten, zoals ook wel bekend is van veel andere gekko's en daarnaast van veel andere groepen van hagedissen. De staart wordt afgeworpen als hieraan getrokken wordt door een vijand, dit trucje wordt caudale autotomie genoemd. Soms leidt een gevecht tussen mannetjes onderling tot het verlies van de staart. Als de staart wordt afgeworpen bij bedreiging heeft de vijand iets te eten terwijl de gekko kan ontsnappen. De staart groeit later weer aan, maar wordt nooit meer zo lang als het oorspronkelijke exemplaar. Daarnaast is de staart anders van kleur en heeft een versimpelde schubbenstructuur.
Voor deze gekko is het een nadeel als de staart verloren gaat, omdat het dier zijn vetreserve voor de winter opslaat in de staart en deze voedselbuffer dus geheel verloren gaat na het afwerpen. Bij de luipaardgekko wordt de staart dan ook zelden afgeworpen, in tegenstelling tot veel andere gekko's die de staart bij de geringste aanraking laten vallen.

## In gevangenschap

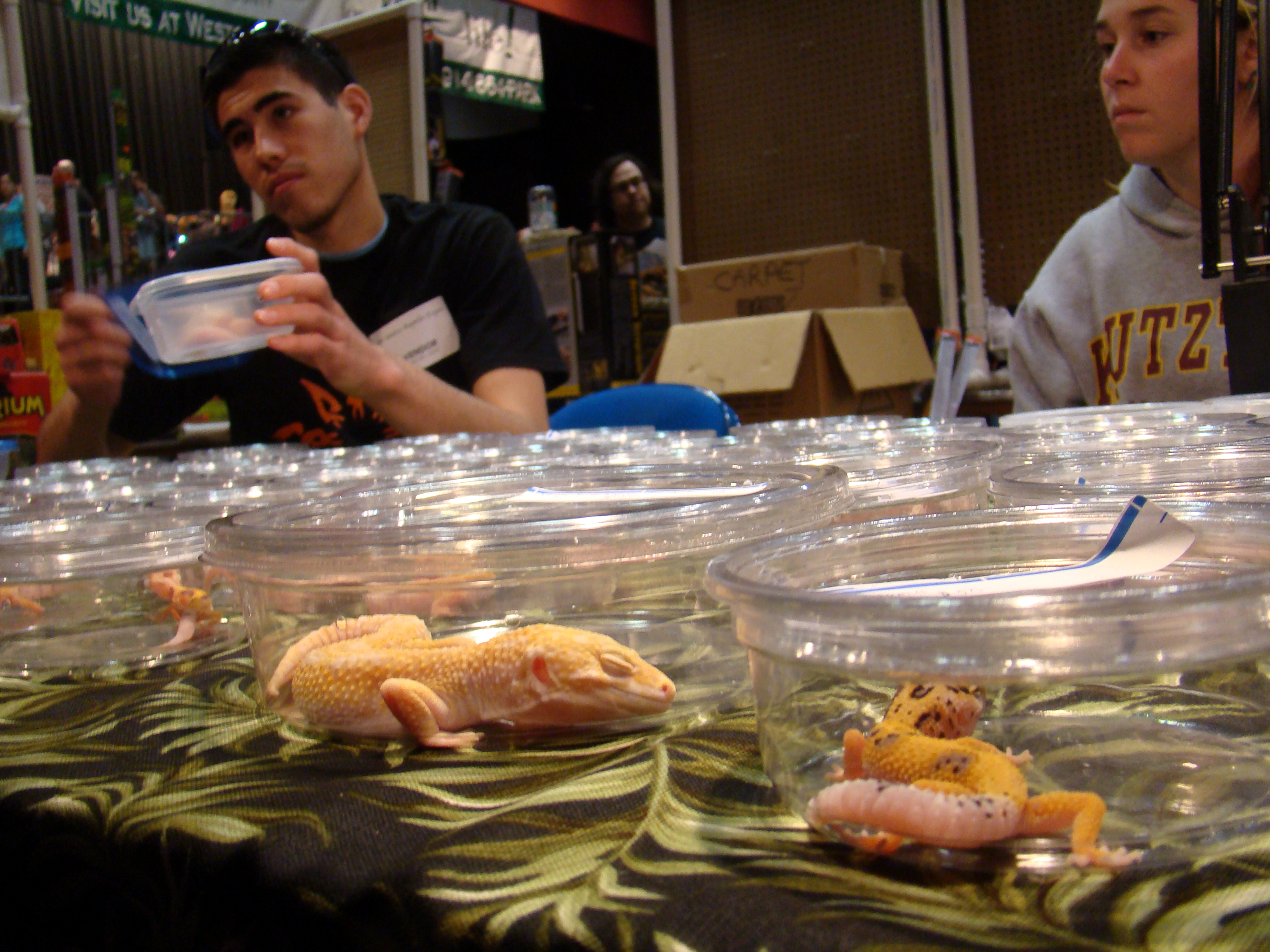
luipaardgekko's worden aangeboden op een reptielenbeurs

De luipaardgekko is populair als exotisch huisdier in een terrarium. Deze soort staat bekend als het ideale beginnersdier voor mensen die reptielen in gevangenschap willen houden. Hiervoor zijn verschillende redenen; de belangrijkste is het gedrag van de hagedis. De luipaardgekko is niet snel, niet schuw en bovendien bijt de gekko zelden tot nooit. Andere in gevangenschap gehouden gekko's zoals de tokeh kunnen beter niet zonder lashandschoenen worden gehanteerd vanwege de zeer krachtige beet. De gekko is nachtactief en er zijn hierdoor geen dure UV-lampen benodigd, wel dient de hagedis te worden voorzien van voldoende kalk in poedervorm. Een ander voordeel is dat de dieren een enkele plek uitkiezen om zich van ontlasting te ontdoen, waar andere reptielen zich ontlasten wanneer het ze uitkomt, ongeacht waar ze zich in het terrarium bevinden.
De gekko leeft in gebieden waar het zowel heel warm als heel koud kan zijn en kent een hoge temperatuurtolerantie. Ook de luchtvochtigheid mag enigszins afwijken zonder dat het dier daar last van heeft. Bij veel andere reptielen en amfibieën liggen de temperatuur en luchtvochtigheid zeer nauw. Bij veel soorten geringe afwijkingen kunnen onder andere ernstige huidproblemen ontstaan. De luipaardgekko is daarentegen zeer bestendig in vergelijking met andere reptielen.

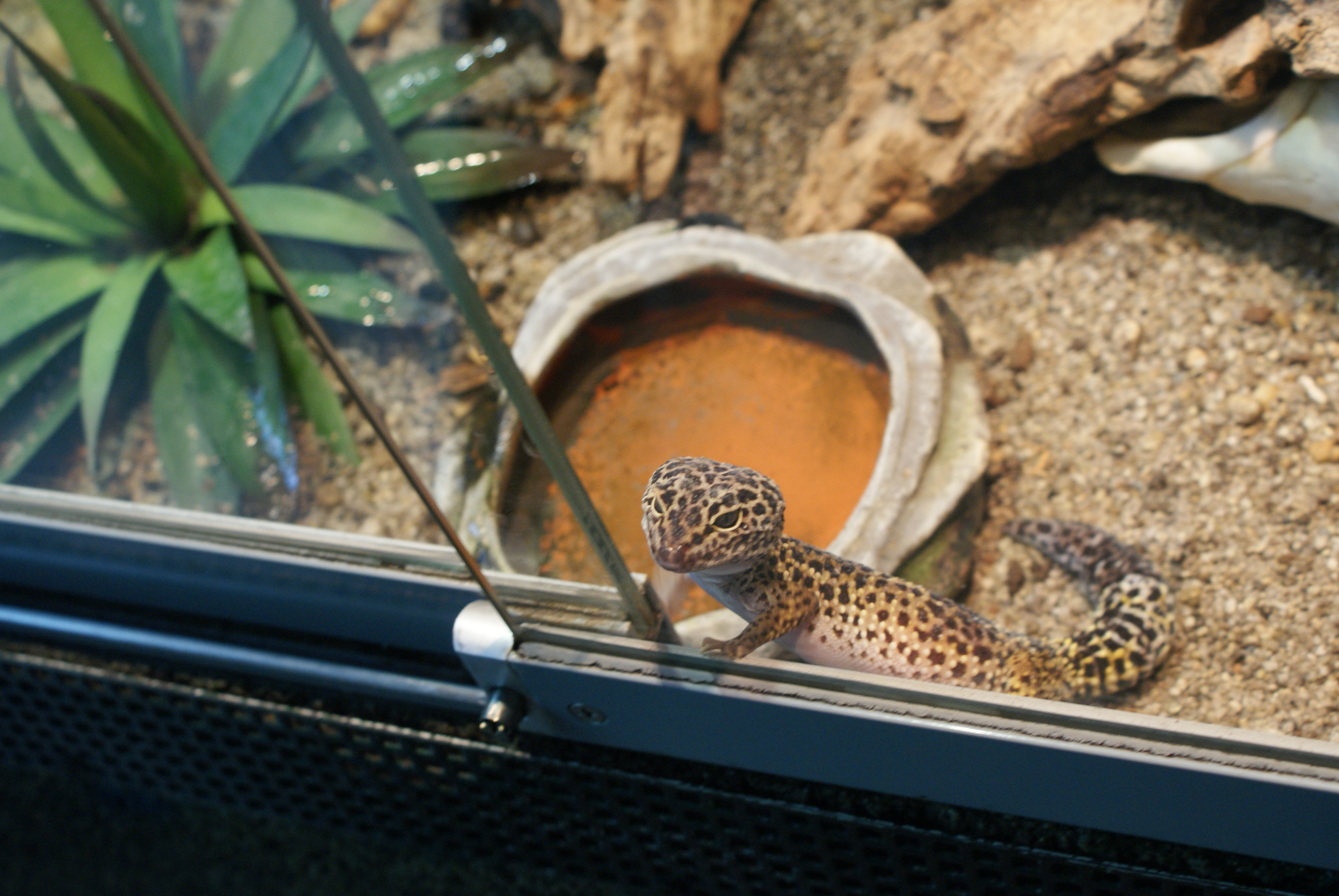
Een luipaardgekko in een terrarium

De gekko is een van de eerste soorten reptielen die op grote schaal in gevangenschap werd gehouden en gekweekt. Er is hierdoor zeer veel bekend over de dieren wat betreft de levenswijze en biologie. Het is tegenwoordig een van de populaire reptielen die als exotisch huisdier wordt gehouden.
In gevangenschap zijn verschillende kleurvormen gekweekt, zoals een albinovorm. Deze kleurvormen worden echter niet als aparte soorten gezien. Voorbeelden van dergelijke kleurvariaties zijn blizard, high yellow, albino en jungle. De kleurvariaties ontstaan door verschillende variaties te kruisen. Veel variaties zijn recessief, wat betekent dat een exemplaar twee keer hetzelfde gen moet bezitten. Als het gen van een bepaalde variatie maar een keer voorkomt, naast het gen voor de normale lichaamskleur, vertoont de gekko geen bijzonderheden. Als twee exemplaren met een blizzard-variant nakomelingen krijgen, zijn dit altijd albino's.
Het voedsel van luipaardgekko's in gevangenschap bestaat uit huiskrekels, wasmotlarven en andere beschikbare prooien, ook nestjonge muizen kunnen worden gevoerd. De luipaardgekko heeft veel calcium nodig, wat in poedervorm toegediend moet worden op de prooidieren. De reden hiervoor is dat ze geen calcium kunnen aanmaken met behulp van ultraviolet licht, omdat ze alleen 's nachts actief zijn.

### In het laboratorium
De luipaardgekko wordt in laboratoria gekweekt en is een van de eerste gekko's waarvan het genoom wordt bestudeerd. Het is een van de soorten in het Genome 10K- project, waarbij de genen van 10.000 gewervelde dieren in kaart worden gebracht.
De gekko wordt in gevangenschap bestudeerd vanwege de manier van embryonale ontwikkeling met betrekking tot de geslachtsbepaling. De embryo's van de luipaardgekko worden geen mannetjes of vrouwtjes, omdat het DNA het geslacht bepaalt. Het geslacht van het dier dat uit het ei kruipt is afhankelijk van de omgevingstemperatuur. Dit wordt wel temperatuurafhankelijke geslachtsbepaling genoemd en het verschijnsel is ook bij andere reptielen bekend. Voorbeelden zijn zeeschildpadden en krokodillen. Bij schildpadden komen bij lage temperaturen mannetjes uit het ei en bij hoge temperaturen vrouwtjes. Bij de luipaardgekko is dit net andersom. Lange tijd was het mechanisme achter temperatuurafhankelijke geslachtsbepaling grotendeels onbekend. Het meeste wat tegenwoordig bekend is van deze vorm van geslachtsbepaling is te danken aan onderzoek van de luipaardgekko in het laboratorium.